# Rheinfelden (Germania)
Rheinfelden (ufficialmente Rheinfelden (Baden); in alemanno Badisch-Rhyfälde) è una città tedesca di 32 226 abitanti, situata nel land del Baden-Württemberg.

## Storia
Nel 1638 vi si combatté la battaglia di Rheinfelden, episodio della Guerra dei trent'anni.

### Simboli
Lo stemma di Rheinfelden è un leone rosso in campo d'oro, che sorregge nella zampa anteriore sinistra una rosa rossa con uno stelo e due foglie di verde. La bandiera della città è verde, rossa e gialla. Stemma e bandiera furono adottati dal comune di Nollingen nel 1911 su suggerimento dell'Archivio Generale di Stato e confermati dalla città di Rheinfelden nel 1922. È la riproduzione del sigillo dell'antica nobiltà locale di Nollinger (Ritter von Nollingen) documentata dal 1202 ed estinta nel XVI secolo.

## Amministrazione

### Gemellaggi
Rheinfelden è gemellata con quattro città europee: 

- Fécamp, dal 1963
- Egna, dal 1968[3]
- Barry, dal 1968
- Mouscron, dal 1981